# 月眉潭
月眉潭，是臺灣嘉義縣新港鄉的一個傳統地域名稱，位於該鄉南部略偏東。相較於今日行政區，其範圍大致包括月潭村不含西北部邊界地帶及東北部邊界地帶、月眉村、中洋村西南部不含西南端。

## 歷史
台灣日治初期，月眉潭地區為一街庄（舊制街庄），稱為「月眉潭庄」，隸屬於牛稠溪堡。該庄北邊西段與菜公厝庄為鄰，北邊東段及東邊與中洋仔庄為鄰，東南邊及南邊隔牛稠溪與水虞厝庄、過溝庄為界，西南邊及西邊為溪北庄，西北邊為大客庄、潭仔墘庄。
1901年（日治明治三十四年）11月11日，全台設置二十廳，該庄隸屬於嘉義廳。1904年（明治三十七年）2月15日，該庄編入「月眉潭區」，隸屬於嘉義廳。1909年（明治四十二年）10月25日，全台整併二十廳為十二廳，該庄仍隸屬於嘉義廳。1910年（明治四十三年）1月18日，各區管轄區域調整，該庄仍隸屬於嘉義廳的「月眉潭區」。
1920年（大正九年）10月1日，全台廢十二廳改設五州二廳，該庄改制為「月眉潭」大字，隸屬於臺南州嘉義郡新巷庄（新制街庄）。
戰後新巷庄改制為新港鄉，隸屬於臺南縣，大字亦改制為村。1950年（民國39年）10月25日，雲、嘉、南分治，新港鄉改隸屬於嘉義縣。

## 聚落
本地區發展較早的聚落有月眉潭、潭尾等，在日治期初期的官方地圖上已有記載。

## 交通
縣道159號是新港（實際起點為蘇厝寮）至番路的道路，經過本地區月眉潭聚落東郊。由該道路（大方向）北行可前往新港鄉新港市區、六腳鄉北端的蘇厝寮，並止於省道台19線路口；南行可前往太保市、嘉義市、竹崎鄉、番路鄉，並止於縣道159甲線路口。
縣道166號是東石至瑞里的道路，經過本地區月眉潭聚落。由該道路西行可前往六腳鄉、東石鄉，並止於縣道168號轉角路口；東行可前往民雄鄉、竹崎鄉、梅山鄉的瑞里，並止於縣道162甲線路口。
鄉道嘉66線是港尾寮至月眉潭的道路。

## 學校
- 月眉國小